# Приморський парк (Одеса)
Приморський парк (відомий також як Місячний парк) — знятий з обліку парк в місті Одеса, що існував з 1928 року до моменту створення Стамбульського парку у 2013 році.

## Історія

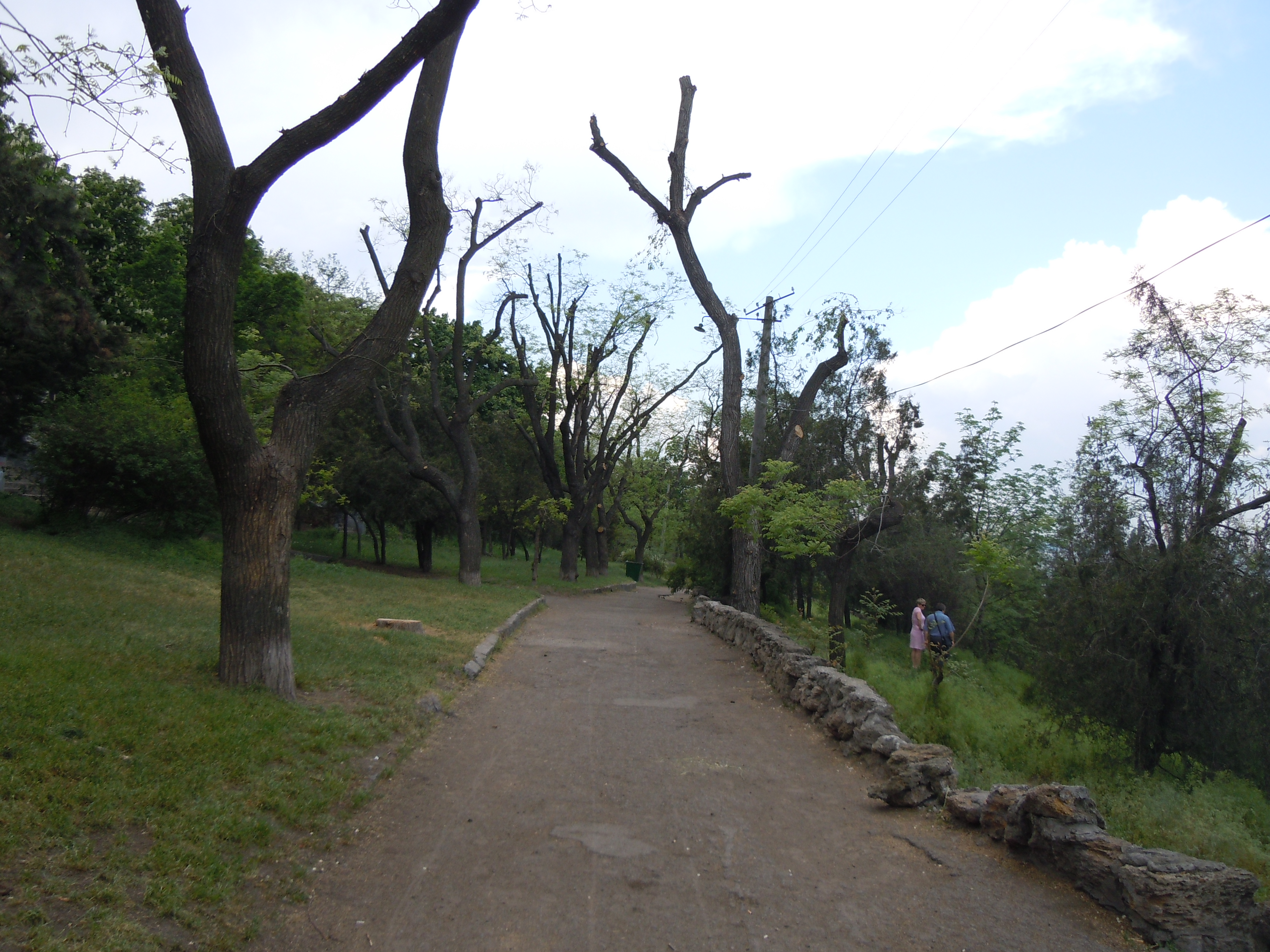
Алеї парку

Парк на схилах Приморського бульвару існував ще у XIX столітті. На бульварі було зведено палац, який належав князю Петру Лопухіну, а приморські схили навпроти палацу, були відведені в його власність для облаштування саду. Саме Лопухіним було облаштовано перший сад на території сучасного Стамбульського парку, який був поєднаний із палацом підземним ходом. Вихід із підземного ходу Лопухін облаштовує у вигляді античної колонади, яка тепер не зберігатися.
У 1922 році почалося будівництво зоопарку в Одесі на Приморському бульварі, в районі нижнього саду Воронцовського палацу — тепер парки Стамбульський і Грецький. Ініціатором стала громадська організація «Південьклімат», керівником якої був Генріх Бейзерт. Не зважаючи на велику виконану роботу — споруджувалися гроти для левів, ведмедів і тигрів, басейни для птахів, гора для гірських козлів — в діяльності зоосаду були багато проблем. Це як недостатнє фінансування, так і фактично непридатна територія для задовільного розміщення тварин. Міською владою було ухвалено рішення зоосад закрити, що було зроблено 1928 року.
Після ліквідації на Приморському бульварі зоопарку цю територію віднесено під Приморський парк, який отримав назву завдяки назві бульвару. В народі парк був відомий також як Місячний парк.

## Створення нових парків

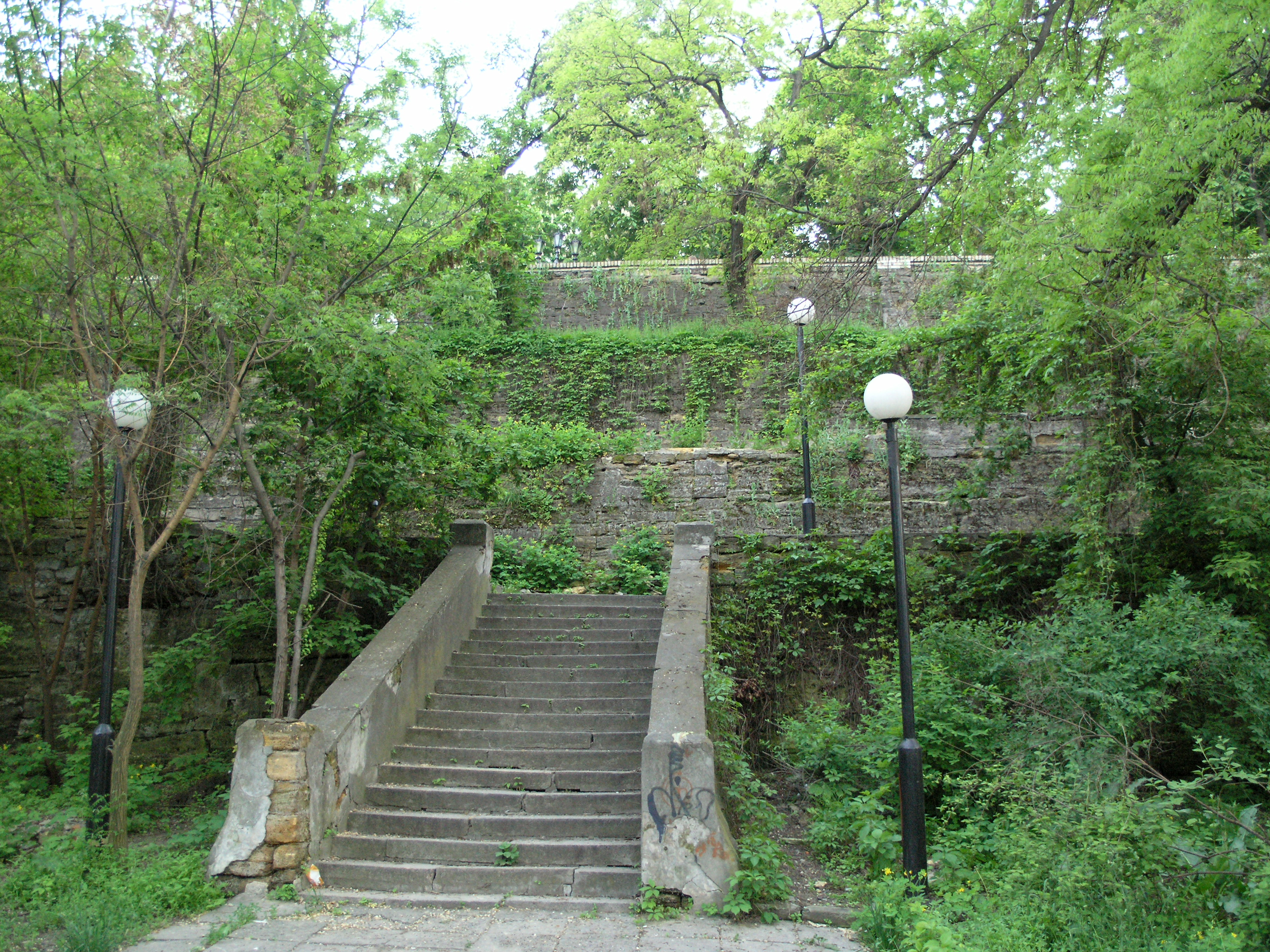
Вигляд Приморського парку у 2006 році

У 1990-х і 2000-х роках парк був занедбаний і у 2013 році міська влада вирішила його реконструювати до 20-річчя побратимських відносин між Одесою та Стамбулом. Так у частині праворуч від Потьомкінських сходів заклали Стамбульський парк. Своєю чергою ліворуч від сходів облаштували Грецький парк, який урочисто відкрили 2 вересня 2018 року.